# Siiri Rantanen
Siiri Rantanen (n. 14 decembrie 1924, Tohmajärvi, Kuopio Province⁠(d), Finlanda – d. 5 mai 2023, Lahti, Finlanda) a fost o schioară de fond ce a reprezentat Finlanda, medaliată olimpică. A participat la 3 ediții ale Jocurilor Olimpice (1952, 1956, 1960) în care a câștigat o medalie de aur și două medalii de bronz.